# 51
51 рік — невисокосний рік, що почався в неділю за григоріанським календарем (у п'ятницю — за юліанським). У Римі правив імператор Клавдій.

## Події
- Клавдій і Веспасіан — консули Римської імперії.
- Секст Афраній Бурр призначений на посаду префекта преторія, став вихователем майбутнього імператора Нерона.
- Проправивши лише декілька місяців, помер цар Парфії Вонон II. Новим царем став його син Вологез I.

## Народились
- Доміціан — римський імператор з династії Флавіїв (81 — 96)

## Померли
- Луцій Вітеллій (консул 34 року) — римський політичний діяч, консул 34 року.
- Готарз II — цар Парфії.
- Вонон II
- Мітридат I — цар Великої Вірменії у 35—37 та 42—51 роках.